# Vztažná soustava

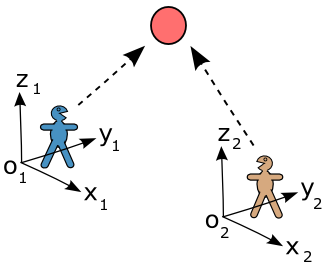
Dvě různé soustavy a pozorování jednoho objektu.

Vztažná (nebo také referenční) soustava je zvolená skupina těles (příp. i jediné vztažné těleso), které jsou vzájemně v klidu, anebo zadaném či známém vzájemném pohybu. Poloha a pohyb zkoumaných těles jsou určovány (vztahovány) vzhledem ke zvolené vztažné soustavě, tedy vzhledem ke zvolené skupině těles.
Fyzikální pojem vztažné soustavy je velmi důležité odlišovat od matematického pojmu souřadnicové soustavy. Zaměňování těchto dvou pojmů je časté a vede k obtížím a paradoxům zejména v oblasti teorie relativity.

## Volba vztažné soustavy
Volba vztažné soustavy představuje vlastně volbu „pevných“ bodů v prostoru, které jsou vzájemně v klidu, anebo vzájemně zadaném či známém pohybu. Vzhledem ke zvolené vztažné soustavě je pohyb fyzikálně vztahován a definován. Jelikož nikde ve vesmíru není střed ani "bod nula", fyzikální popis pohybu je závislý na volbě referenční soustavy.
Vzhledem k tomu, že klid nebo pohyb je závislý na volbě vztažné soustavy, je tento pohybový stav relativní. To tedy znamená, že i klid je pouze relativní, neboť je vždy nutno uvést vztažnou soustavu, vzhledem ke které je těleso v klidu či zadaném pohybu. Pojem klidu nebo pohybu tělesa je fyzikálně závislý na volbě vztažné soustavy.
Volbu vztažné soustavy, která má fyzikální obsah, nesmíme zaměňovat s volbou souřadnicové soustavy, - která má čistě matematický obsah a souvisí s popisem fyziky (nikoliv fyzikou samotnou).

## Příklad

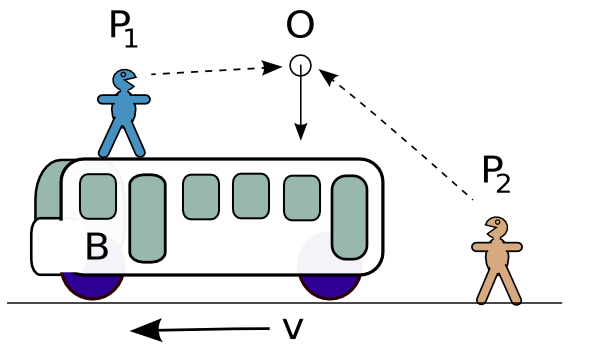
Dvě různé vztažné soustavy: Pozorovatel P_{1} sleduje polohu tělesa O vůči autobusu B, zatímco pozorovatel P_{2} sleduje pohyb tělesa vůči zemskému povrchu.

- Vztažnou soustavou může být např. zemský povrch. Vzhledem k této soustavě obvykle vztahujeme pohyb lidí, dopravních prostředků, vržených těles apod. O této soustavě obvykle říkáme, že je pevně spojená se Zemí.

- Jiným příkladem vztažné soustavy může být pohybující se vlak. Jsme-li uvnitř pohybujícího se vlaku, pak pohyb těles (nebo jejich klid) vztahujeme ke stěnám a podlaze pohybujícího se vlaku a nikoliv k zemskému povrchu, který se vůči naší vztažné soustavě také pohybuje.

- Dalším příkladem může být soustava spojená se vzdálenými hvězdami (stálicemi). Tuto soustavu lze použít k popisu pohybu sluneční soustavy v naší Galaxii.
- Příklad může být i otázka, jestli planeta Země obíhá kolem Slunce nebo Slunce kole Země. Bez ohledu na astrofyziku, zvolíme-li za vztažnou soustavu Slunce, popíšeme, že Země obíhá kolem Slunce. Úplně stejně, pokud zvolíme za vztažnou soustavu Zemi, popíšeme, že Slunce obíhá kolem Země. Tento popis je čistě kinematický a nemá nic společného s dřívějšími filosofickými náhledy na vesmír – geocentrismem nebo heliocentrismem.

## Soustava souřadnic
Volbou vztažné soustavy neříkáme nic o zvolené souřadnicové soustavě. Zatímco pojem vztažné soustavy má fyzikální obsah, je pojem souřadnicové soustavy matematického rázu a závisí na libovůli subjektu bez fyzikálního obsahu. V dané vztažné soustavě lze použít libovolný souřadnicový systém. Obvykle se volí takový systém souřadnic, který popis daného pohybu co nejvíce zjednodušuje.

### Příklad
Např. pro popis pohybu planety ve vztažné soustavě dané Sluncem a vzdálenými stálicemi je možné použít jak kartézský, sférický nebo cylindrický systém souřadnic.
Mezi jednotlivými systémy souřadnic lze přecházet určitou matematickou transformací souřadnic, která opět nemění podkladovou fyziku, ale jen vlastnosti jejího popisu.

## Rozdělení vztažných soustav
Vztažné soustavy dělíme na inerciální a neinerciální.

### Inerciální vztažná soustava
Inerciální neboli setrvačná soustava je taková soustava, v níž platí Newtonovy pohybové zákony pro volnou částici v nejjednodušším tvaru (pohyb volné částice je přitom definitoricky uvažován jako rovnoměrný přímočarý).
Každá soustava, která se vzhledem k inerciální vztažné soustavě pohybuje rovnoměrně přímočaře nebo je vzhledem k této soustavě v klidu, je také inerciální soustavou.

### Neinerciální vztažná soustava
Neinerciální soustava se vzhledem k nějaké inerciální soustavě pohybuje se zrychlením. Newtonovy pohybové zákony pro volnou částici mají složitější tvar, její pohyb není rovnoměrný přímočarý.